# Basili de Rubí
Basili de Rubí (Rubí, 1899 — Barcelona, 1986) foi o nome religioso do frade capuchinho catalão Francesc Malet i Vallhonrat.
Entrou nos capuchinhos em 1927. Durante a guerra civil espanhola esteve à beira de ser executado, mas conseguiu fugir e se mudou para Itália, onde começou as suas investigações sobre a história dos capuchinhos em Catalunha. Quando a guerra em Espanha acabou, voltou para a Catalunha e foi nomeado diretor dos seminários capuchinhos de Olot e de Barcelona, entre outras funções.
Foi historiador, fundador da entidade Franciscalia (1948), editor da revista Estudios Franciscanos depois da sua restauração (1948) e iniciador e diretor da coleção de filosofia Criterion em 1959.

## Obras
- Reforma de Regulares a principios del siglo XIX (1943). (em catalão)
- Necrologi dels frares menors caputxins de Catalunya i Balears (1945). (em catalão)
- Art pessebrístic (1947). (em catalão)
- La última hora de la tragedia. Hacia una revisión del caso Verdaguer (1958). (em castelhano)
- El padre Bernardino de Manlleu (1962). (em castelhano)
- Les corts generals de Pau Claris (1976). (em catalão)
- Un segle de vida caputxina a Catalunya (1978). (em catalão)
- Els caputxins a la Barcelona del segle XVIII (1984). (em catalão)